# Joaquín Gómez Blasco
Joaquín Gómez Blasco (Sotillo de la Adrada, Ávila, España, 25 de julio de 1986) es un entrenador de fútbol español.

## Trayectoria
Joaquín Gómez comenzó sus estudios de fútbol y entrenamiento en la Universidad Camilo José Cela de Madrid, donde realizó dos másteres en ciencias del deporte y coaching. Gómez fue una de las personas más jóvenes en recibir la licencia UEFA Pro, a la edad de 24 años. 
En Madrid, Gómez entrenó a varios equipos escolares, que jugaban en las divisiones inferiores del fútbol español. A los 23 años, tomó la decisión de mudarse a Inglaterra y a finales de 2010, recibió su primer trabajo de entrenador a tiempo completo, dentro de la academia del Brighton & Hove Albion Football Club.
En Brighton, Gómez comenzó a trabajar con el equipo Sub-7 y en 2013 fue contratado para formar parte del cuerpo técnico de Óscar García Junyent, en la temporada 2013-14. 
En la temporada 2014-15 Gómez se unió como asistente de entrenador de Sami Hyypiä en la selección de fútbol de Finlandia,  antes de irse al final de la temporada para convertirse en Jefe de análisis táctico del Derby County FC. En Derby County trabajó con Paul Clement, que tenía experiencia en Chelsea FC, Paris Saint Germain y Real Madrid.
Para la temporada 2015-2016, Gómez se unió a Luton Town para formar parte del cuerpo técnico de Nathan Jones, quien había sido también asistente de Sami Hyypiä, así como también entrenador después de que Hyypiä fuera despedido por el Brighton & Hove Albion Football Club. Durante la temporada 2016-2017, Luton terminó cuarto en su división, y llegó a conseguir el ascenso de categoría a la League One (tercer nivel del fútbol profesional en Inglaterra).
Después de un buen comienzo de la temporada 2018-2019, Nathan Jones fue nombrado entrenador del Stoke City y Gómez se fue con él.
En mayo de 2019, Gómez se unió a la selección sub-21 de Finlandia, por recomendación de Antti Niemi con quien había trabajado en el Brighton & Hove Albion Football Club. Continuó trabajando en el Stoke City al mismo tiempo, hasta que Nathan Jones fue despedido en noviembre de 2019, después de un mal comienzo de temporada. 
El 28 de diciembre de 2019, firma como segundo entrenador del FC Cartagena de la Segunda División B, para trabajar junto a su paisano Borja Jiménez Sáez.
En marzo de 2020, abandona el FC Cartagena y firma como segundo entrenador de Jani Honkavaara en el SJK Seinäjoki de la Primera División de Finlandia. Después de un mal comienzo de temporada, SJK terminó en el séptimo lugar de la liga.
El 11 de enero de 2021, firmó como entrenador del HIFK Helsinki de la Primera División de Finlandia. Con el conjunto de Helsinki acabó la liga en quinto lugar.
El 13 de diciembre de 2021, firmó como entrenador del SJK Seinäjoki de la Primera División de Finlandia por dos temporadas. El 31 de octubre de 2023, finaliza su contrato con el conjunto finlandés.

## Clubes

### Como entrenador
| Club                                                     | País       | Año       |
| -------------------------------------------------------- | ---------- | --------- |
| Brighton & Hove Albion Football Club (2.º entrenador)    | Inglaterra | 2013-2014 |
| Selección de fútbol de Finlandia                         | Finlandia  | 2014-2015 |
| Derby County (analista)                                  | Inglaterra | 2015-2016 |
| Luton Town (2.º entrenador)                              | Inglaterra | 2016-2018 |
| Stoke City (2.º entrenador)                              | Inglaterra | 2018-2019 |
| Selección de fútbol sub-21 de Finlandia (2.º entrenador) | Finlandia  | 2019      |
| FC Cartagena (2.º entrenador)                            | España     | 2020      |
| SJK Seinäjoki (2.º entrenador)                           | Finlandia  | 2020      |
| HIFK Helsinki                                            | Finlandia  | 2021      |
| SJK Seinäjoki                                            | Finlandia  | 2022-2023 |

### Estadísticas como entrenador
| HIFK · Finlandia          |                      |                      |    |    |    |    |     |     |        |        |
| 1.ª                       | 2021                 | 32                   | 12 | 8  | 12 | 29 | 36  | -7  | 45.83% |        |
| Total club                | Total club           | 32                   | 12 | 8  | 12 | 29 | 36  | -7  | 45.83% |        |
| SJK Seinäjoki · Finlandia |                      |                      |    |    |    |    |     |     |        |        |
| 1.ª                       | 2021-22              | 35                   | 14 | 6  | 15 | 52 | 54  | -2  | 45.71% |        |
| 1.ª                       | 2022-23              | 20                   | 10 | 3  | 7  | 30 | 24  | +6  | 55%    |        |
| Total club                | Total club           | 55                   | 24 | 9  | 22 | 82 | 78  | +4  | 49.09% |        |
| Total en sus equipos      | Total en sus equipos | Total en sus equipos | 87 | 36 | 17 | 34 | 111 | 114 | -3     | 47.89% |